# エゴフォリシティ
エゴフォリシティないし自己性（英：egophoricity）は、言表される事態に対する自己の関与の有無を表す文法範疇である。エゴフォリシティの体系を備えた言語は、自己が「特権的なアクセス（privileged access）」を有する情報とそうでない情報を文法的に区別して、異なる言語形式で標示する。前者の形式はエゴフォリック形式（egophoric form）、後者の形式は非エゴフォリック形式（non-egophoric form）ないしアロフォリック形式（allophoric form）と呼ばれる。
エゴフォリック形式は典型的に、一人称の平叙文と二人称の疑問文で使用される（エゴフォリック分布）。
元来、ネワール語やチベット語といったヒマラヤ地域のチベット・ビルマ諸語の記述言語学的研究の中で発展してきたエゴフォリシティの概念であるが、同様の文法現象は中国西北部、アンデス地域、コーカサス、アンデス地域、パプアニューギニア等の言語においても報告されている。

## 名称
ego-は「自己」、-phorは「運ぶ」を意味する。
エゴフォリシティという術語は、フランスの言語学者ニコラ・トゥルナドルがチベット語の記述に用いて以来、他言語における類似の現象にも適用されるようになった。トゥルナドルの指導教官であったクロード・アジェージュも、本稿で解説する「エゴフォリシティ」とは意味が異なるが、自らの著作の中で‘égophore’という術語を用いている。
エゴフォリック形式/非エゴフォリック形式に相当する術語として、それ以前の言語学で使用されていたものとしては、順接形/離接形(conjunct form/disjunct form)がある。これは元々、Austin Haleがネワール語の記述において導入した区分である。

## 概説

### エゴフォリック分布
典型的に、エゴフォリック形式と非エゴフォリック形式は、主語の人称、及び文の種類に応じて使い分けられる。エゴフォリック形式の述語は、通常、平叙文で主語が一人称の場合と、疑問文で主語が二人称の場合に出現する。それ以外の環境では、非エゴフォリック形式が現れる。このような文法標識の出現パターンはエゴフォリック分布（egophoric distribution）と呼ばれている。
| 人称/文 | 平叙文  | 疑問文  |
| ------- | ------- | ------- |
| 1       | ego     | non-ego |
| 2       | non-ego | ego     |
| 3       | non-ego | non-ego |

ただし、単なる人称の一致とは異なり、（非）エゴフォリック形式が、一定の意味論的・語用論的条件の下において、この分布から逸脱する形で使用されることもある。

### カトマンズ・ネワール語の事例
チベット・ビルマ語派に属するカトマンズ・ネワール語は、動詞の過去時制標識として、エゴフォリック形式の-āと、非エゴフォリック形式の-aの2つを備えている。平叙文の場合、動詞wane「行く」の過去形は、主語が一人称の時にwanā、それ以外ではwanaとなる。一方、疑問文の場合、平叙文では一人称と共に現れたwanāが、二人称において使用される。
Ji
1.SG.ABS
ana
そこに
wanā.
行く.PST.エゴ
「私はそこに行った。」
Cha
2.SG.ABS
ana
そこに
wana.
行く.PST.非エゴ
「あなたはそこに行った。」
Wa
3.SG.ABS
ana
そこに
wana.
行く.PST.非エゴ
「彼はそこに行った。」
Cha
2.SG.ABS
ana
そこに
wanā
行く.PST.エゴ
lā?
Q
「あなたはそこに行きましたか？」
しかし、通常はエゴフォリック形式を取る一人称の平叙文・二人称の疑問文においても、不随意的な動作を表す場合には非エゴフォリック形式が使用されうる。
Jįį
1.SG.ERG
lā
肉
palā.
切る.PST.エゴ
「私は肉を切った。」
Cha
2.SG.ABS
danā
起きる.PST.非エゴ
lā?
Q
「あなたは起きましたか？」
Jįį
1.SG.ERG
lā
肉
pala.
切る.PST.非エゴ
「私は肉を（うっかり）切ってしまった。」
Cha
2.SG.ABS
dana
起きる.PST.非エゴ
lā?
Q
「あなたは（嫌々）起きましたか？」
三人称の主語は、平叙文においても疑問文においても非エゴフォリック形式を取るのが普通である。ただし、間接話法において、主節の主語と引用節の主語が同一である場合は、引用節内の述語はエゴフォリック形式となる。
Wа̨а̨
3.SG.ERG
wa
3.SG.ABS
ana
そこに
wanā
行く.PST.エゴ
dhakāā
QUOT
dhāla.
言う.PST.非エゴ
「彼は自分がそこに行ったと言った。」
Wа̨а̨
3.SG.ERG
wa
3.SG.ABS
ana
そこに
wana
行く.PST.非エゴ
dhakāā
QUOT
dhāla.
言う.PST.エゴ
「彼はそいつがそこに行ったと言った。」

### 中央チベット語の事例
ネワール語と同じくチベット・ビルマ語派に属する中央チベット語においても、エゴフォリック分布に従った述語形式の使い分けが見られる。
|        | エゴフォリック | ファクチュアル (非エゴフォリック) | 証拠性          | 証拠性          |
|        | エゴフォリック | ファクチュアル (非エゴフォリック) | 直接            | 推量            |
| ------ | -------------- | --------------------------------- | --------------- | --------------- |
| 完結   | -pa yin        | -pa red                           | -song           | -zhag           |
| 完了   | -yod           | -yog red                          | -‘dug           | -zhag           |
| 非完了 | -gi yod        | -gi yog red                       | -gi ’dug / -gis | -gi ’dug / -gis |
| 未来   | -gi yin        | -gi red                           | -gi red         | -gi red         |

コピュラのyinはエゴフォリック形式、redは非エゴフォリック形式である。
nga
1.SG
bod=pa
チベット人
yin
COP.エゴ
「私はチベット人です。」
kho
3.SG
bod=pa
チベット人
red
COP.非エゴ
「彼はチベット人です。」
khyed=rang
2.SG.HON
bod=pa
チベット人
yin
COP.エゴ
pas
Q
「あなたはチベット人ですか？」
nga
1.SG
rgya=mi
漢人
red
COP.非エゴ
pas
Q
「私は漢人ですか？」
もっとも、ネワール語の場合と同様、チベット語のyinとredは、単に人称に応じて区別されるわけではなく、行為の意図性も関与している。間接話法において、引用節と主節の主語が同一である場合にも、やはりエゴフォリック形式が出現する。
また、「彼は誰の息子ですか？」という質問の答えとして「彼は私の息子である」と述べる際には、redでなくyinを選択することで「彼」と「私」の血縁関係を強調することができる。
kho
3.SG
nga’i
1.SG.GEN
bu
息子
red
COP.非エゴ
「彼は私の息子です。」
kho
3.SG
nga’i
1.SG.GEN
bu
息子
yin
COP.エゴ
「彼は私の息子です。」

## 地理的分布

### チベット・ビルマ語族
エゴフォリシティは、ヒマラヤ山脈周辺のチベット・ビルマ諸語によく見られる。ネワール語やチベット諸語の他にも、ガロ語 (タニ諸語)、ジャプク語（ギャロン諸語）、ブナン語、クルテプ語（東ボディッシュ諸語）、さらにはナシ語と近縁のモソ語（Yongning Na/Mosuo）等においてエゴフォリシティの体系が確認されている。
また、ロロ諸語に属するアカ語においても同様の体系の存在が報告されている。

### 中国西部
アムド・チベット語との言語接触を通して、青海省近辺（アムド地方）で話されるサラール語（テュルク諸語）、モングォル語（モンゴル諸語）、五屯語もエゴフォリシティを獲得した。

### コーカサス
北コーカサス地方で話される北アフヴァフ語（Northern Akhvakh, ナフ-ダゲスタン語族）においては、エゴフォリシティの体系が報告されている。

### 南米
コロンビア及びエクアドルに分布するバルバコア語族においても、チベット・ビルマ諸語に見られるのと似たエゴフォリシティの体系が存在する。

### 日本語におけるエゴフォリシティ
現代日本語においては基本的に、感情形容詞（e.g. 「うれしい」「さびしい」）や、希望を表す「-たい」「-てほしい」の主語が、平叙文では一人称、疑問文では二人称に制約されている。主語が三人称となる場合には、接辞 「-がる」をこうした形式に付す。
- 友達が転校して、私はとてもさびしい。
- 君も、さびしい？
- 友達が転校して、山本はさびしがっている。

Tournadre and LaPolla (2014) はエゴフォリシティの観点からこの現象に言及している。

## 歴史的な来源
他の文法範疇と同様、エゴフォリシティも文法化のプロセスを通して発達しうる。